# Olenecamptus giraffa
Olenecamptus giraffa är en skalbaggsart som först beskrevs av Stefan von Breuning 1938.  Olenecamptus giraffa ingår i släktet Olenecamptus och familjen långhorningar. Inga underarter finns listade i Catalogue of Life.